# Huang Yanpei
Huang Yanpei (黄炎培, 1er octobre 1878 - 21 décembre 1965) est un pédagogue, industriel, homme politique, et pionnier fondateur de la ligue démocratique de Chine.

## Biographie

### Jeunesse et formation
Huang est né dans la province du Jiangsu (aujourd'hui dans le quartier de Pudong à Shanghai) dans la quatrième année du règne de l'empereur Guangxu à la fin de la dynastie Qing. Sa mère meurt quand il a 13 ans et son père quand il a 17 ans, il est alors élevé par son grand-père maternel qui lui donne une éducation traditionnelle chinoise. Dans sa jeunesse, il étudie à l'école Dongye et lit les Quatre Livres et Cinq Classiques. Avant d'atteindre l'âge adulte, il travaille comme instituteur dans sa ville natale pour aider sa famille. En 1899, il réussit les examens impériaux dans la préfecture de Songjiang avec la mentionxiucai.
L'oncle de Huang lui paye des études occidentales. En 1901, il entre à l'école publique Nanyang (actuelle université Jiao-tong de Shanghai), où il rencontre Cai Yuanpei qui enseigne le chinois. Un an plus tard, Huang obtient la mention juren aux examens impériaux de Jiangnan. Plus tard, il quitte l'école avec ses camarades pour protester contre l'expulsion d'autres élèves pour avoir manqué de respect à un professeur en laissant une bouteille d'encre vide sur son bureau, un acte interprété comme moqueur faisant allusion à l'illettrisme présumé de l'enseignant. Huang retourne à Chuansha où il ouvre une école primaire. À cette époque, il lit le Tian Yan Lun de Yan Fu, une traduction de Évolution et Éthiques de Thomas Henry Huxley, et d'autres livres sur les idées occidentales.

### Carrière
En 1903, alors qu'il donne un discours dans le district de Nanhui, Huang est accusé d'être un révolutionnaire anti-gouvernement et est arrêté et emprisonné. Il est libéré sur parole grâce à l'aide de William Burke, un missionnaire américain, et quitte la prison une heure avant l'arrivée d'un ordre d'exécution. Huang fuit au Japon puis retourne à Shanghai trois mois plus tard où il continue d'aider à la création et la gestion d'écoles. En 1905, Huang est introduit au Tongmenghui par Cai Yuanpei. Parallèlement, il fonde, gère et enseigne dans diverses écoles, y compris le lycée de Pudong. Il aide également à mettre en place l'Organisation des affaires éducatives au Jiangsu.
Après la révolution chinoise de 1911 qui renverse la dynastie Qing, Huang sert comme responsable des Affaires civiles et responsable de l'Éducation au gouvernement régional du Jiangsu. Il devient plus tard ministre de l'Éducation et réforme le système éducatif de la région, aidant à ouvrir plusieurs écoles. En même temps, il est aussi le vice-président de la Société d'Éducation et reporter au journal Shen Bao.
En 1908, Huang, Tong Shiheng et d'autres fondent la compagnie électrique de Pudong qui approvisionnera tout le quartier en électricité. En 1913, Huang publie l'article Discussion sur les écoles adoptant une position pratique à l'éducation, pour exprimer ses pensées sur la façon dont l'éducation doit être adaptée vers le pragmatisme. De 1914 à 1917, Huang, en tant que journaliste pour le Shen Bao, visite et inspecte différentes écoles à travers la Chine. En avril 1915, il suit une organisation industrielle aux États-Unis, où il visite 52 écoles dans 25 villes et constate que la formation professionnelle est très populaire là-bas. Il visite le Japon, les Philippines, et l'Asie du Sud-Est pour découvrir l'éducation de ces pays. Il prend des notes de ses observations, les réuni et les publie.
En 1917, Huang se rend au Royaume-Uni pour découvrir le système d'éducation britannique. Le 6 mai de la même année, avec le soutien du secteur de l'éducation et de l'industrie d'affaires, Huang fonde l'Association nationale de formation professionnelle à Shanghai. Un an plus tard, il crée l'École professionnelle de Chine. Au cours des dix années suivantes, Huang reste actif dans le secteur de l'éducation, et utilise l'école professionnelle pour étendre ses activités. Lors du mouvement du 4 mai en 1919, il utilise sa position de secrétaire de l'Éducation pour rallier le soutien des écoles de Shanghai et perturber les classes pour soutenir le mouvement.
En 1921, Huang est nommé ministre de l'Éducation par le gouvernement de Beiyang, mais il refuse ce poste. En 1922, il conçoit le système éducatif et aide à mettre en place d'autres écoles. Cinq ans plus tard, il dirige un magazine pour publier ses pensées et ses idées. En 1927, lorsque le Parti nationaliste au pouvoir entre en conflit avec le Parti communiste chinois, Huang est accusé d'être un « savant-tyran » et devient un fugitif. Il s'enfuit à Dalian au Liaoning puis retourne à Shanghai après que Tchang Kaï-chek ait retiré son mandat d'arrestation.

### Guerre sino-japonaise
Quand a lieu l'incident de Mukden en 1931, Huang s'inquiète de l'agression japonaise envers la Chine et prend part aux activités anti-japonaises. Il fonde le Bulletin d'information sur la sauvegarde de la nation pour exprimer les sentiments patriotiques de ses confrères chinois. Un an plus tard, il envoie un message à travers la Chine, exhortant tous les Chinois à mettre de côté leurs différences et à s'unir pour résister aux Japonais. Lors de l'incident du 28 janvier 1932, Huang et d'autres hommes influents forment l'Organisation de préservation des citoyens de Shanghai pour réunir des fonds pour la 19e armée de route (en) et préserver l'économie et la sécurité de Shanghai. L'organisation continue à agir jusqu'à ce que Shanghai tombe aux mais des Japonais en 1937.
Huang se retire à Chongqing après le début de la seconde guerre sino-japonaise en 1937, où il sert comme représentant du conseil de défense national. Un an plus tard, il devient membre du conseil politique du peuple. En 1941, il fonde la ligue démocratique de Chine avec Zhang Lan et d'autres et en devient le premier président. En 1945, Huang fonde l'Association pour la construction démocratique de Chine avec Hu Juewen et d'autres et en devient également son premier président.
En juillet 1945, dans le but d'agir comme médiateurs dans le conflit entre les nationalistes et les communistes, Huang, Zhang Bojun (en) et d'autres, se rendent à Yan'an pour rencontrer Mao Zedong et les communistes. De retour à Chongqing, Huang écrit le livre De retour de Yan'an, décrivant une conversation qu'il a eu avec Mao — connue aujourd'hui sous le nom de Zhou Qi Lü (周期率; conversation du « Cycle »). Durant la guerre civile chinoise, Huang quitte son poste au conseil politique du peuple en protestation contre la guerre et retourne à Shanghai où il continue de fonder des écoles.

### Sous la république populaire de Chine
Après l'établissement de la république populaire de Chine en 1949, Huang devient membre du gouvernement populaire central, vice-Premier ministre du Conseil d'État, et ministre de l'Industrie légère. Il sert également successivement comme vice-président de la seconde, la troisième et la quatrième conférence consultative politique du peuple chinois. Huang a des divergences de vues sur certaines des politiques du gouvernement communiste et est particulièrement opposé aux monopoles d'État dans l'achat et la commercialisation. Mao Zedong décrit une fois Huang comme un « porte-parole des capitalistes ». Huang réussi à conserver ses positions à l'Assemblée nationale populaire, même lorsque le Parti communiste commence à purger les membres non-communistes de ses organes de gouvernement.
Il meurt le 21 décembre 1965 à Pékin et son corps est incinéré et les cendres enterrées au cimetière révolutionnaire de Babaoshan.

## Famille
- Épouses :
  - Wang Jiusi (王糾思; décès en 1940), première femme de Huang Yanpei. Elle meurt de maladie en 1940.
  - Yao Weijun (姚維鈞; 1909–1968), deuxième épouse de Huang Yanpei, qui se marie avec elle en 1942. Elle est diplômée de l'université et aide Huang à écrire le livre De retour de Yan'an. Elle se suicide le 20 janvier 1968 par ingestion de somnifères.
- Enfants :
  - Huang Wanli (黃萬里; 1901–2001), ingénieur en hydraulique.
  - Huang Jingwu (黃競武; 1903–1949), diplômé de l'université Tsinghua. Il poursuit ses études à l'université Harvard et obtient un master d'économie.
  - Huang Daneng (黃大能; 1916–2010), vice-directeur de la Société chinoise pour l'Éducation. Il est spécialisé en génie civil.
  - Huang Fangyi (黃方毅), obtient un master de l'université Duke. Il enseigne à l'Académie chinoise des sciences sociales et conduit des recherches en économie à l'université de Pékin. Il est également professeur invité à l'université Johns-Hopkins et l'université Columbia. Il s'implique dans la politique chinoise.
- Petits-enfants :
  - Huang Mengfu (en), fils de Huang Jingwu. Il est vice-président de la conférence consultative politique du peuple chinois.
  - Huang Guanhong (黃觀鴻), fils aîné de Huang Wanli. Il est professeur de l'université de Tianjin.
- Autres parents :
  - Huang Tzu (en) (1904–1938), fils de Huang Hongpei (黃洪培), cousin de Huang Yanpei. Il est musicien.
  - Huang Peiying (黃培英), cousine de Huang Yanpei. Fille de Huang Shihuan, un oncle éloigné de Huang Yanpei. Elle est spécialiste de l'histoire de la laine à tricoter en Chine dans les années 1930.

## La conversation du « Cycle »
En 1945, Huang se rend à Yan'an pour rencontrer Mao Zedong et ils ont une conversation. Huang décrit cette histoire pour indiquer qu'aucun gouvernement — un empire, un royaume, une république, et d'autres — n'a jamais été capable de briser le cycle de l'ascension et du déclin.
Huang dit,

« Je l'ai vécu pendant plus de 60 ans. Ne parlons pas de ce que j'ai entendu. Tout ce que je voyais de mes propres yeux me faisait penser au dicton : « La montée de quelque chose peut être rapide, mais sa chute est tout aussi rapide ». Toute personne, famille, communauté, lieu, ou même nation, n'a-t-il jamais réussi à se libérer de ce cycle ? Habituellement, dans un premier temps, tout le monde est concerné et met sa/ses meilleurs efforts. Peut-être que les conditions de vie étaient mauvaises à l'époque, et que tout le monde devait se battre pour survivre. Une fois que les temps s'améliorent, tout le monde perd sa motivation et devient paresseux. Dans certains cas, comme cela s'est longtemps déroulé, la complaisance et les écarts sont devenus une norme sociale. En tant que tel, même si les gens sont très capables, ils ne peuvent ni renverser la situation, ni la sauver. Il y a aussi des cas où une nation progresse et prospère - sa hausse pourrait être soit naturelle ou due à l'industrialisation rapide stimulée par le désir de progression. Lorsque toutes les ressources humaines sont épuisées ou que des problèmes surgissent dans la gestion, le contexte devient plus compliqué et l'on perd le contrôle de la situation. Tout au long de l'histoire, il existe plusieurs exemples : un dirigeant qui ne tient pas compte des affaires de l'État et des eunuques profitant de l'occasion pour prendre le pouvoir ; un bon système de gouvernance cesse de fonctionner après que la personne qui l'a lancé meurt ; des personnes qui convoitent la gloire, mais finissent dans l'humiliation. Aucun n'a réussi à sortir de ce cycle. »

Mao répond,

« C'est le peuple que forme le gouvernement ; le gouvernement est le corps de la nation. Un nouveau destin nous attend et il appartient au peuple. Les gens construisent leur propre nation ; tout le monde a un rôle à jouer. Le gouvernement devrait prêter attention aux citoyens et le parti politique doit accomplir son devoir et gouverner avec vertu. Nous ne suivrons pas les traces de ceux qui ont échoué. Le problème d'un bon système de gouvernance qui cesse de fonctionner après la mort de son initiateur peut être évité. Nous avons déjà découvert une nouvelle voie. Nous pouvons sortir de ce cycle. Cette nouvelle voie appartient au peuple. Le gouvernement ne va devenir complaisant que s'il est sous le contrôle du peuple. Si tout le monde prend ses responsabilités, un bon système de gouvernance prévaut. »

## Apparition dans les médias
En 2010, la chaîne chinoise CCTV-8 diffuse une série de 25 épisodes sur sa vie, Huang Yanpei (en), avec l'acteur Zhang Tielin (en) dans le rôle principal.